# Drukair
Drukair – Royal Bhutan Airlines (bhutanisch འབྲུག་མཁའ་འགྲུལ་ལས་འཛིན།) ist die staatliche Fluggesellschaft des Königreiches Bhutan mit Sitz in Paro und Basis auf dem Flughafen Paro.

## Geschichte

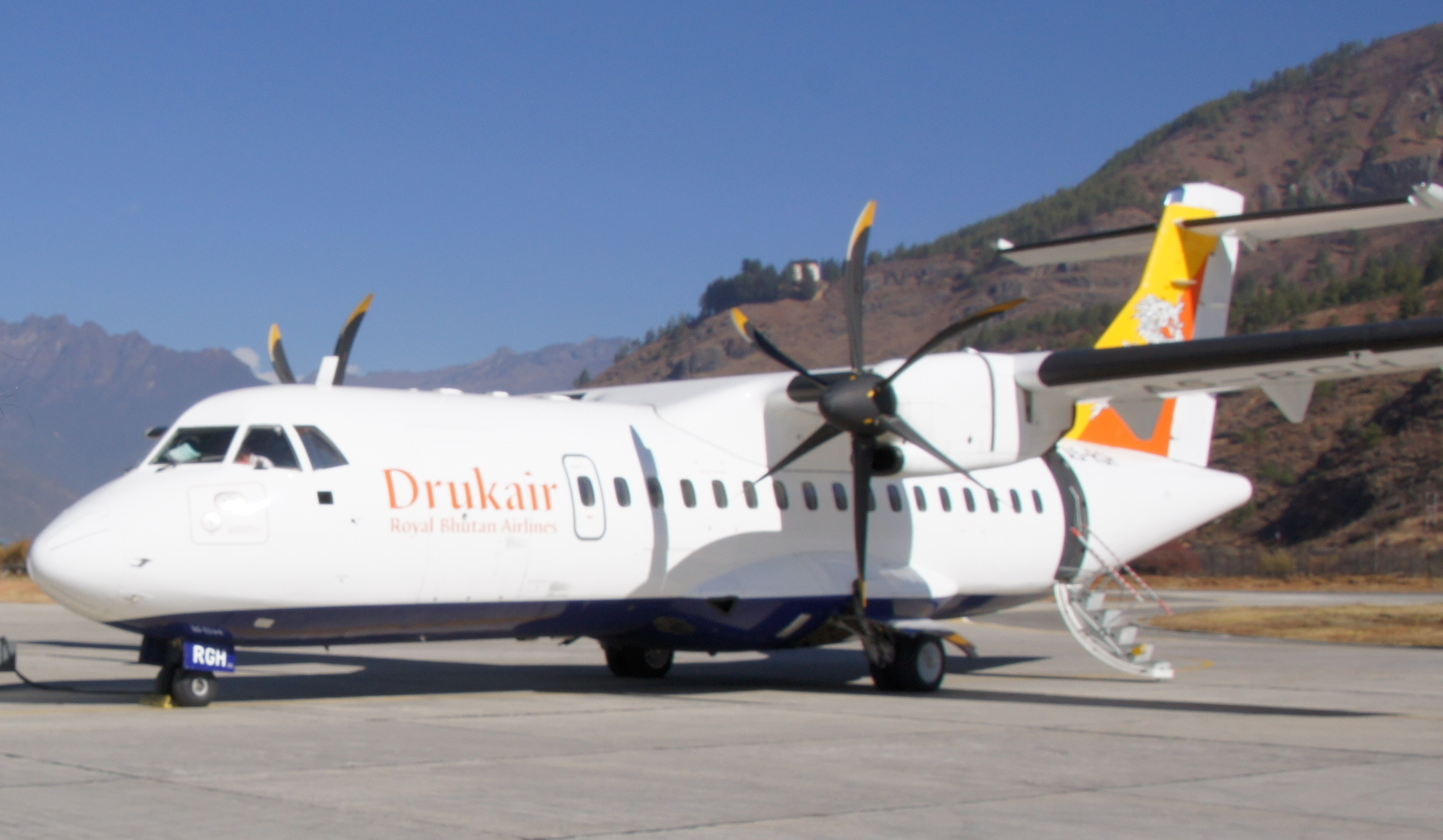
ATR 42-500 der Drukair

1968 wurde in Bhutan im Tal von Paro der erste Flughafen eröffnet. Dieser diente anfangs nur für gelegentliche Flüge indischer Hubschrauber bis zwischen 1978 und 1980 verschiedene kleinere Flugzeuge erprobt wurden, die über eine gute Manövrierfähigkeit verfügten und den Flug bis Kalkutta und zurück ohne Nachtanken bewältigen können sollten. Die Fluggesellschaft selber wurde durch eine königliche Proklamation am 5. April 1981 gegründet. Der Name Druk bedeutet in der Landessprache Dzongkha Drache. Am 14. Januar 1983 traf die erste von zwei 18-sitzigen Dornier Do 228-200 der Fluggesellschaft am Flughafen Paro ein, die von 40 Mönchen begrüßt und gesegnet wurde. Der Linienverkehr nach Kalkutta und von dort weiter nach Dhaka wurde am 11. Februar 1983 aufgenommen. Ab November 1988 wurden Flugzeuge des Typs BAe 146-100 eingesetzt, mit denen dann auch Flüge nach Neu-Delhi, Bangkok und Kathmandu aufgenommen werden konnten. Der erste kommerzielle Flug mit einem Airbus A319-100 fand am 31. Oktober 2004 statt. Am 10. Juli 2012 bestätigte Drukair im Rahmen der Farnborough International Airshow die Bestellung eines dritten Airbus A319 beim Hersteller Airbus vom 15. Februar 2012. Dieser sollte, anders als die anderen zwei Exemplare der Airline, über Sharklets verfügen und das Streckennetz unter anderem in Richtung Hongkong erweitern. Am 31. August 2012 bekam Drukair kurzzeitig einen Airbus A319-100 aus Beständen der Olympic Air dessen Sitzplatzkonfiguration beibehalten wurde. Am 15. März 2015 wurde der erste Airbus A319-100 mit Sharklets an Drukair ausgeliefert.

## Flugziele
Drukair fliegt von Paro innerhalb Bhutans nach Bumthang, Gelephu und Yonphula. Internationale Flüge gehen nach Bangladesch (Dhaka), Indien (Bagdogra, Delhi, Gaya, Kalkutta und Guwahati), Nepal (Kathmandu), Thailand (Bangkok) und Singapur.

## Flotte

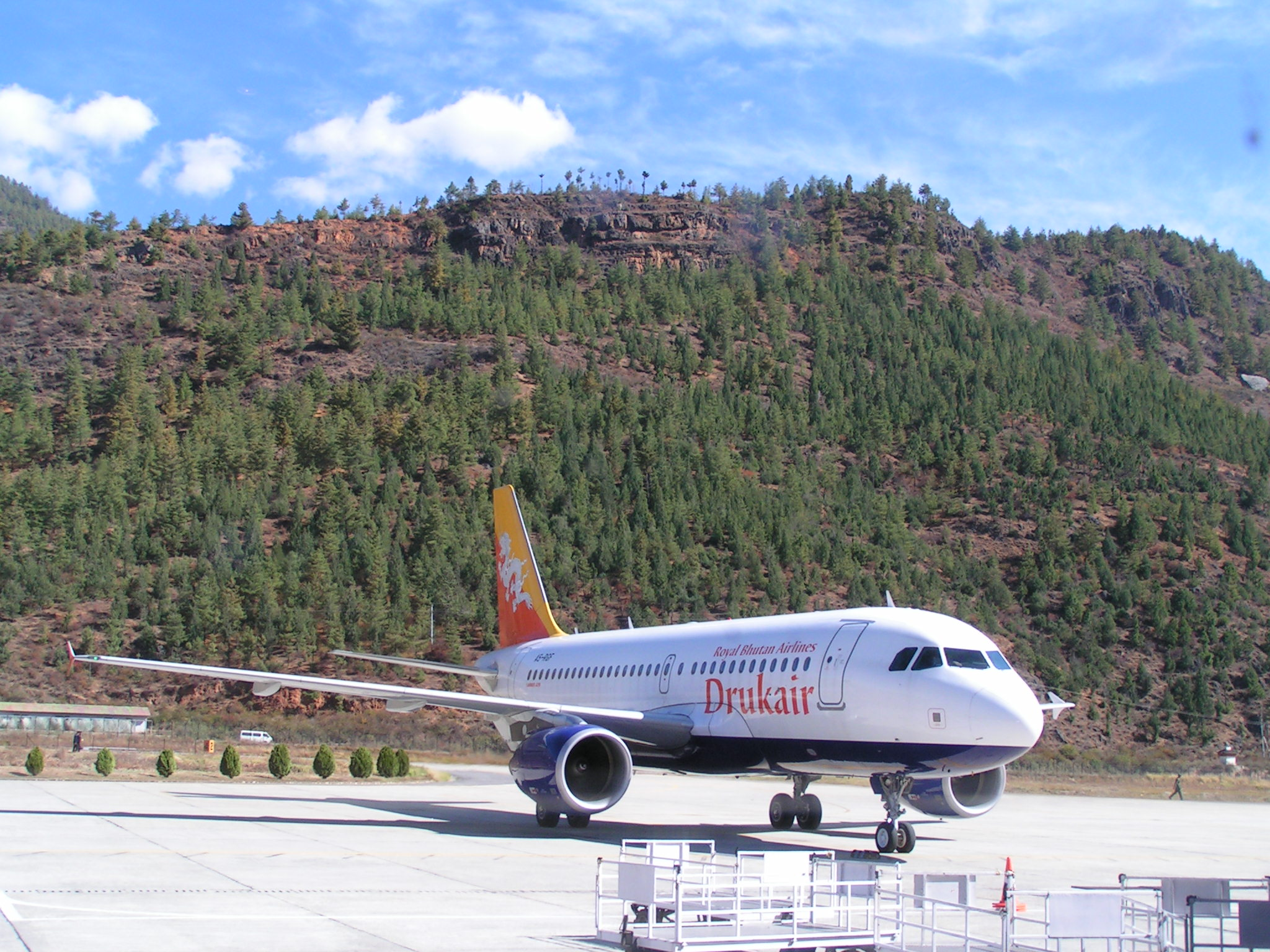
Airbus A319-100 der Drukair auf dem Flughafen Paro

Mit Stand Juli 2024 besteht die Flotte der Drukair aus fünf Flugzeugen mit einem Durchschnittsalter von 11,6 Jahren:
| Flugzeugtyp     | aktiv | bestellt | Anmerkungen                      | Sitzplätze (Business/Economy) | Durchschnittsalter |
| --------------- | ----- | -------- | -------------------------------- | ----------------------------- | ------------------ |
| Airbus A319-100 | 3     |          | einer mit Sharklets ausgestattet | 118 (16/102)                  | 16,3 Jahre         |
| Airbus A320neo  | 1     | 3        | Auslieferung ab 2030             | 140 (20/120)                  | 4,4 Jahre          |
| Airbus A321XLR  |       | 2        | Auslieferung ab 2030             | – offen –                     |                    |
| ATR 42-600      | 1     |          | Auslieferung Oktober 2019        | 40 (-/40)                     | 4,8 Jahre          |
| Gesamt          | 5     | 5        |                                  |                               | 11,6 Jahre         |